# مبارک شاه (دونده)
مبارک شاه (اردو: مبارک شاہ؛ ۲۴ ژوئن ۱۹۳۰ – ۲۰۰۱) دونده دو استقامت اهل پاکستان بود.